# Heinrich Wilhelm Olbers
| Odkryte planetoidy: 2 | Odkryte planetoidy: 2 |
| --------------------- | --------------------- |
| (2) Pallas            | 28 marca 1802         |
| (4) Westa             | 29 marca 1807         |

Heinrich Wilhelm Matthäus Olbers (ur. 11 października 1758 w Arbergen koło Bremy, zm. 2 marca 1840 w Bremie) – niemiecki lekarz i naukowiec: astronom, fizyk, a z wykształcenia inżynier.

## Życiorys
W 1779 opracował nową metodę liczenia orbit komet. Dwa lata później otworzył praktykę medyczną w Bremie, a część swojego domu przekształcił w obserwatorium astronomiczne. Odegrał ważną rolę w poszukiwaniu planety w rejonie pomiędzy Marsem a Jowiszem.
28 marca 1802 r. odkrył drugą w historii planetoidę – (2) Pallas i był przekonany, że planetoidy są pozostałościami po rozpadzie średniej wielkości planety, która krążyła kiedyś w obszarze obecnego pasa planetoid.
29 marca 1807 r. odkrył planetoidę (4) Westa.
W 1811 roku sformułował teorię, zgodnie z którą warkocz komety zawsze skierowany jest w przeciwną stronę niż Słońce na skutek działania ciśnienia promieniowania słonecznego.
6 marca 1815 r. odkrył także periodyczną kometę nazwaną jego imieniem 13P/Olbers. Ogólnie odkrył sześć komet. W 1832 roku, na podstawie obserwacji komety Bieli, przewidział, że Ziemia będzie przechodzić przez jej warkocz. Jego przewidywania wzbudziły wiele obaw w Europie, jednak podczas przejścia Ziemi przez warkocz komety nie zanotowano żadnych katastrof.
Sformułował także paradoks Olbersa.

## Upamiętnienie
Na cześć uczonego jedną z planetoid nazwano (1002) Olbersia, jego imię nosi też krater na Księżycu.